# C.R.A.S.H.

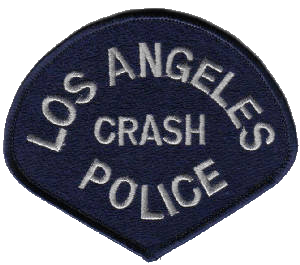
Naszywka C.R.A.S.H.

C.R.A.S.H. (skrót od ang. Community Resources Against Street Hoodlums,  Społeczne Środki Przeciwdziałania Chuliganom Ulicznym) – wyspecjalizowana jednostka Departamentu Policji Los Angeles (LAPD), której zadaniem było zwalczanie przestępczości związanej z gangami w latach 1979-2000. Została rozwiązana w 2000 roku w świetle afery korupcyjnej.
Każda z 18 dywizji LAPD miała przydzieloną jednostkę C.R.A.S.H., której głównym zadaniem było tłumienie przestępstw związanych z gangami w mieście, które powstały głównie z powodu wzrostu nielegalnego handlu narkotykami.